# پرتیغیان
پرتیغیان (نام علمی: Polacanthinaeنام یک زیرخانواده از راسته پرنده‌کفلان است.